# Francisco Ramos
Pour les articles homonymes, voir Ramos.
Francisco Augusto Neto Ramos, abrégé Francisco Ramos, né le 10 avril 1995 à Póvoa de Varzim au Portugal, est un footballeur portugais. Il évolue au poste de milieu défensif au Radomiak Radom.

## Carrière

### En club
Francisco Ramos est appelé pour la première fois avec l'équipe première du FC Porto pour un match de coupe de la ligue contre le FC Famalicão en janvier 2016.
Prêté au GD Chaves lors du mercato estival 2016, il revient à Porto à la fin du mois d'août en raison d'une blessure contractée lors du tournoi olympique.

### En sélection
Il dispute consécutivement l'Euro des moins de 19 ans en 2014, la Coupe du monde des moins de 20 ans en 2015 et les Jeux olympiques en 2016.
Lors de l'Euro des moins de 19 ans, il joue quatre matchs. Le Portugal est battu en finale par l'Allemagne. Lors de la Coupe du monde des moins de 20 ans, il dispute quatre matchs. Le Portugal est éliminé en quart de finale par le Brésil aux tirs au but. Lors des Jeux olympiques organisés au Brésil, il joue trois matchs. Le Portugal est battu en quart de finale par l'Allemagne.

## Statistiques
| Saison                | Club                  | Championnat           | Championnat | Championnat | Coupe nationale | Coupe nationale | Coupe de la Ligue | Coupe de la Ligue | Compétition(s) continentale(s) | Compétition(s) continentale(s) | Compétition(s) continentale(s) | Total | Total |
| Saison                | Club                  | Division              | M.          | B.          | M.              | B.              | M.                | B.                | Comp.                          | M.                             | B.                             | M.    | B.    |
| 2014-2015             | FC Porto B            | Segunda Liga          | 43          | 4           | -               | -               | -                 | -                 | -                              | -                              | -                              | 43    | 4     |
| 2015-2016             | FC Porto B            | LigaPro               | 41          | 2           | -               | -               | -                 | -                 | -                              | -                              | -                              | 41    | 2     |
| 2015-2016             | FC Porto              | Primeira Liga         | 3           | 0           | 0               | 0               | 1                 | 0                 | C3                             | 0                              | 0                              | 4     | 0     |
| 2016-2017             | FC Porto B            | LigaPro               | 29          | 2           | -               | -               | -                 | -                 | -                              | -                              | -                              | 29    | 2     |
| Total sur la carrière | Total sur la carrière | Total sur la carrière | 116         | 8           | 0               | 0               | 1                 | 0                 | -                              | 0                              | 0                              | 117   | 8     |

## Palmarès
Il est finaliste de l'Euro des moins de 19 ans en 2014 avec l'équipe du Portugal.